# Allogamus hilaris
Allogamus hilaris är en nattsländeart som först beskrevs av Mclachlan 1876.  Allogamus hilaris ingår i släktet Allogamus och familjen husmasknattsländor. Utöver nominatformen finns också underarten A. h. silanus.

## Bildgalleri

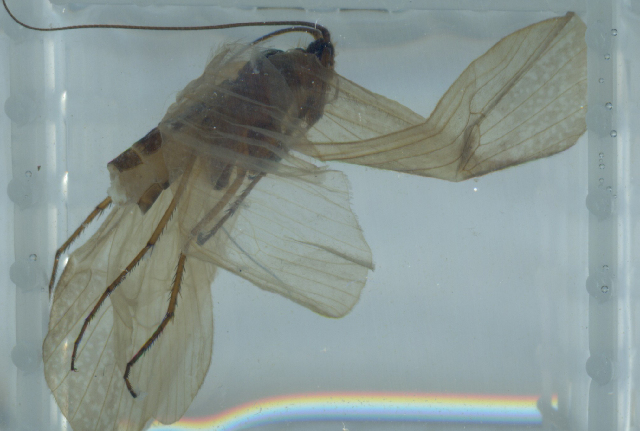